# Swędów (przystanek kolejowy)
Swędów – przystanek kolejowy w Swędowie w województwie łódzkim, w powiecie zgierskim, w gminie Stryków.

## Ruch pasażerski[1]
| Rok  | Wymiana pasażerska na dobę |
| ---- | -------------------------- |
| 2017 | 100-149                    |
| 2018 | 100-149                    |
| 2019 | 150-199                    |
| 2020 | 50-99                      |
| 2021 | 100-149                    |
| 2022 | 100-149                    |
| 2023 | 150-199                    |

## Historia
Pierwsze wzmianki o przystanku kolejowym w Swędowie pochodzą z lat 20. XX w. W latach 50. wybudowano tam niewielki budynek stacyjny, opuszczony na początku lat 90., obecnie już nieistniejący (pozostałością po nim są fundamenty i jeden ze schodków). Od tego czasu rolę kasy kolejowej pełnił pobliski sklep.